# Leptogenys antillana
Leptogenys antillana är en myrart som beskrevs av Wheeler 1914. Leptogenys antillana ingår i släktet Leptogenys och familjen myror. Inga underarter finns listade i Catalogue of Life.

## Bildgalleri

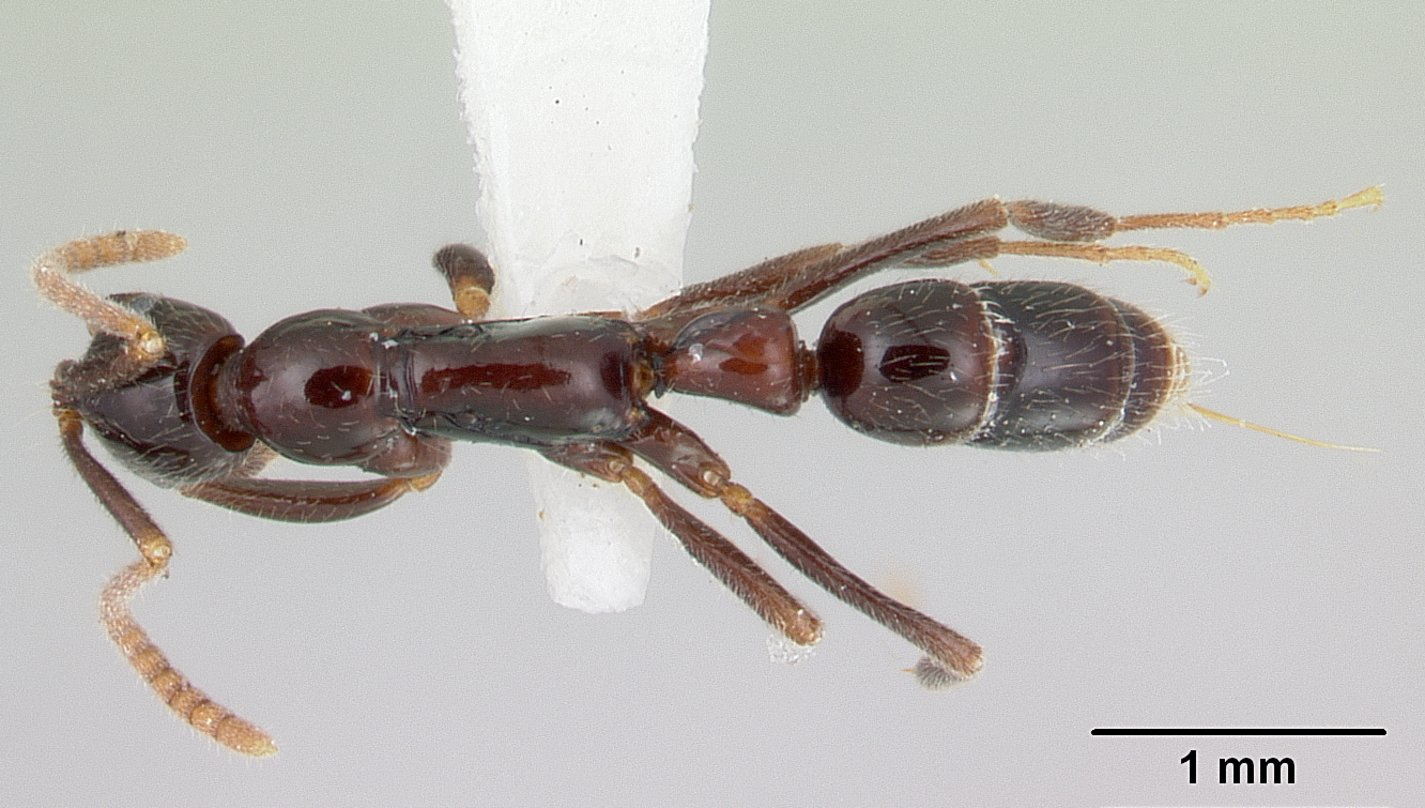
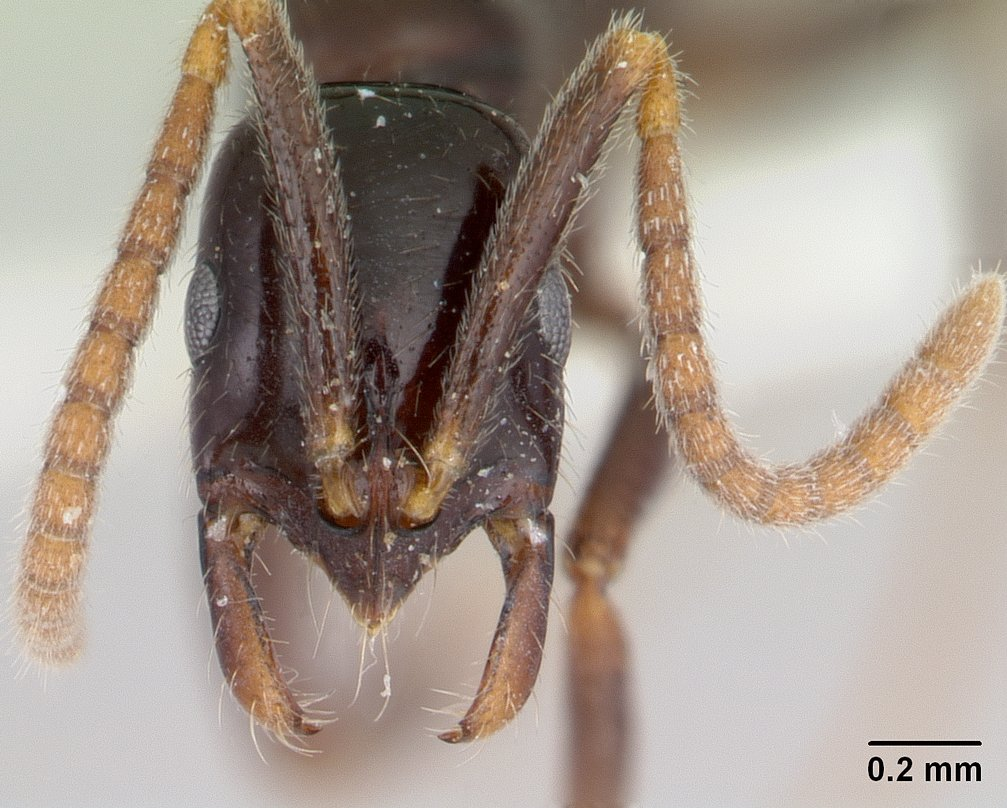
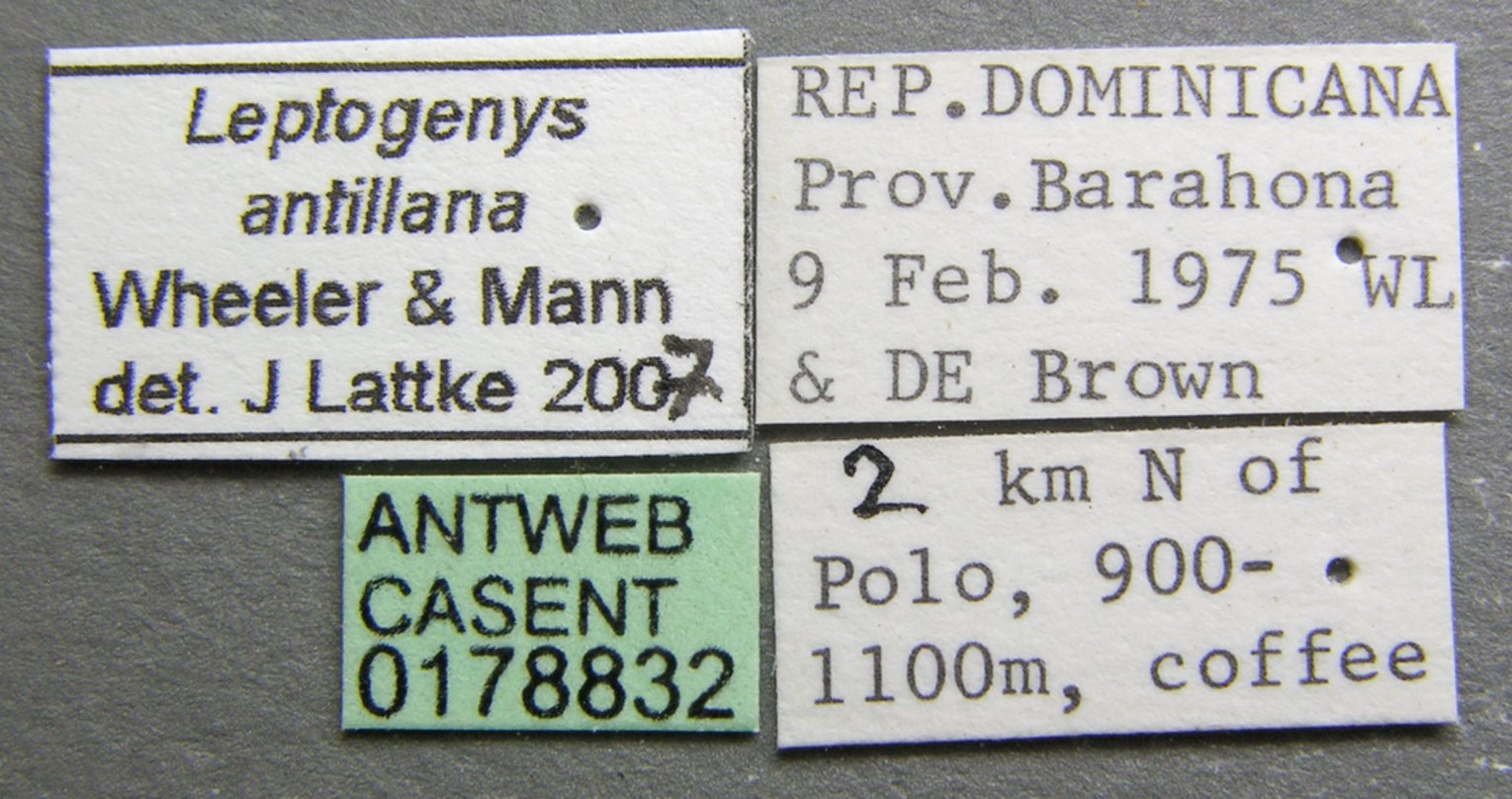
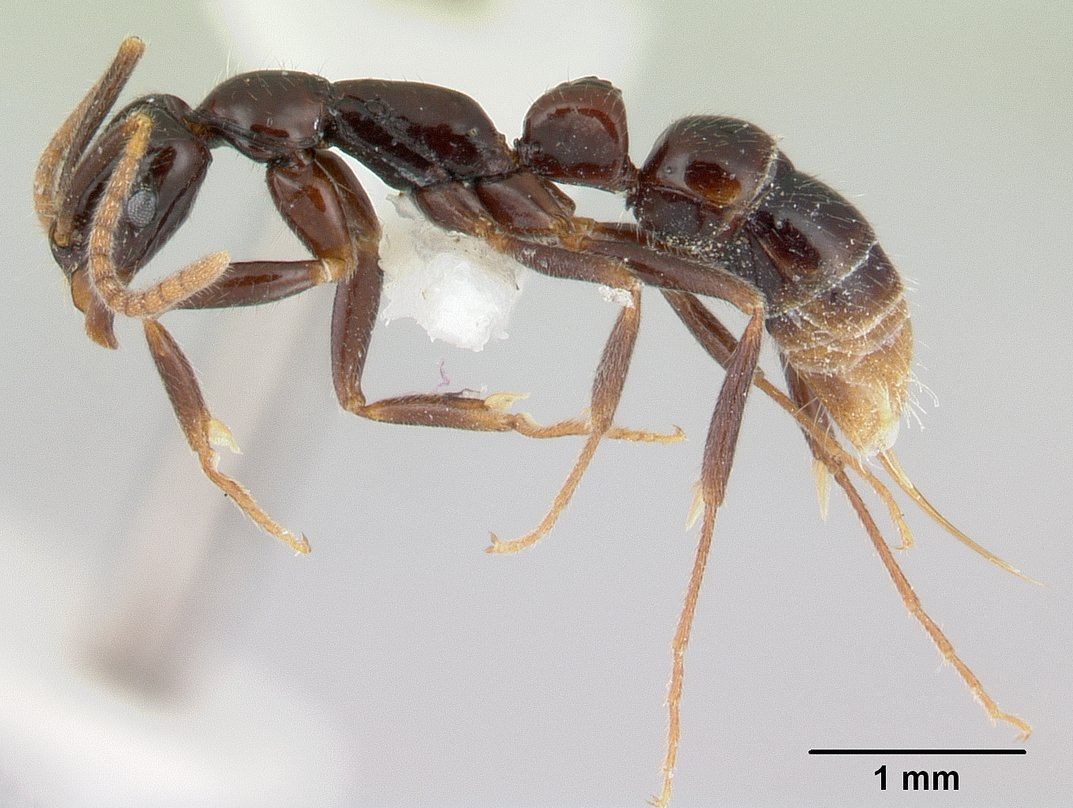